# Río Adda
El río Adda es un río del noroeste de Italia que discurre por la región de Lombardía. Su nombre deriva del celta, lengua de los antiguos pobladores de la región, y significa "agua corriente". Es el principal afluente del río Po y su longitud de 313 km lo convierte en el 4º río más largo de Italia. La cuenca hidrográfica del río Adda asciende a 7979 km². 
Fluye primero en dirección sur, luego se vuelve al oeste y atraviesa el lago de Como. En su tramo final se encamina de nuevo al sur por  la llanura de Lombardía,antes de confluir con el río Po en el municipio de Castelnuovo Bocca d'Adda. En su recorrido atraviesa las provincias de Sondrio, Como, Lecco, Bérgamo, Milán, Cremona y Lodi. 
En su curso superior el río es explotado de forma extensiva para la producción de energía hidroeléctrica y para la irrigación del llano. Históricamente, sirvió como punto estratégico de defensa en guerras anteriores al período romano.

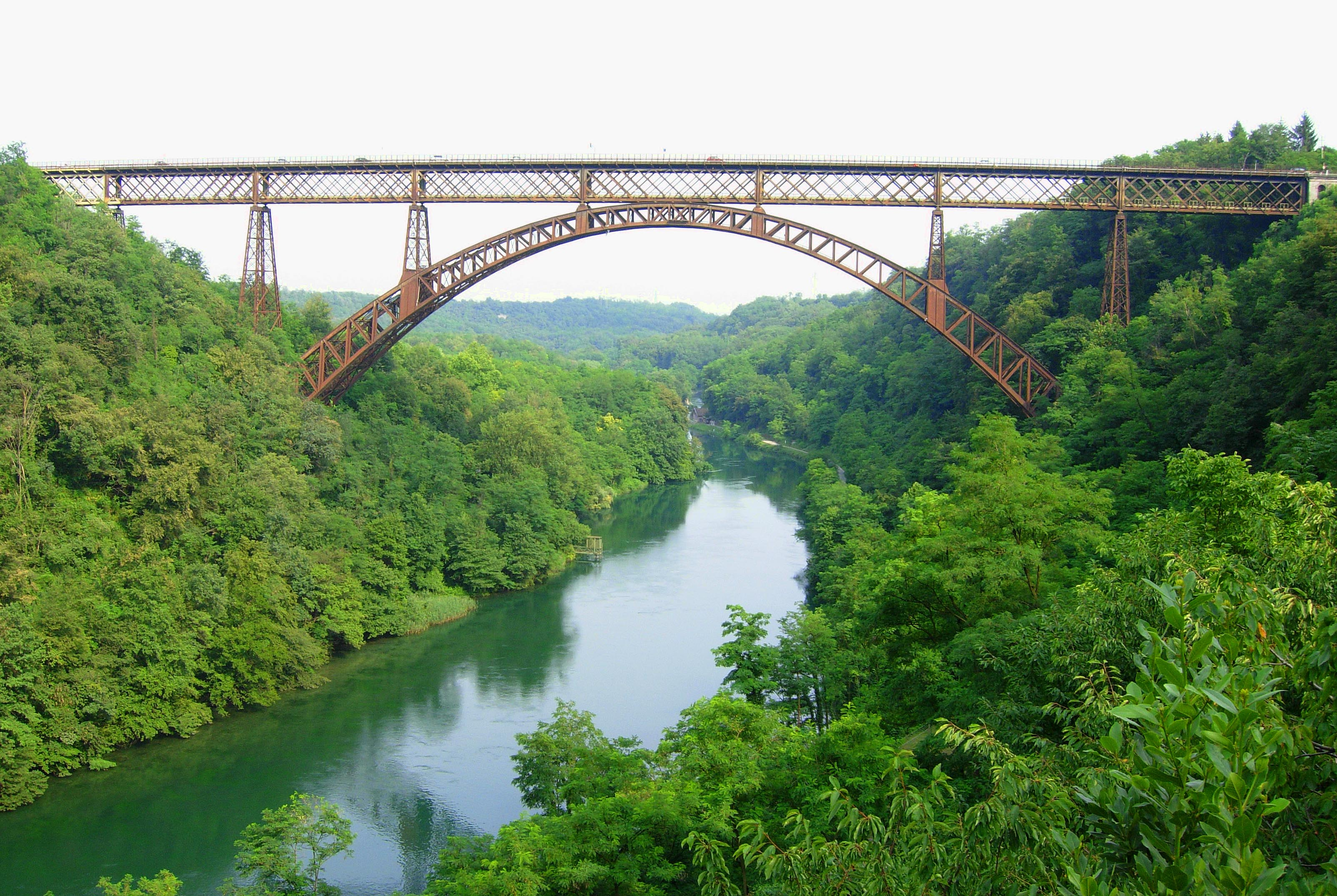
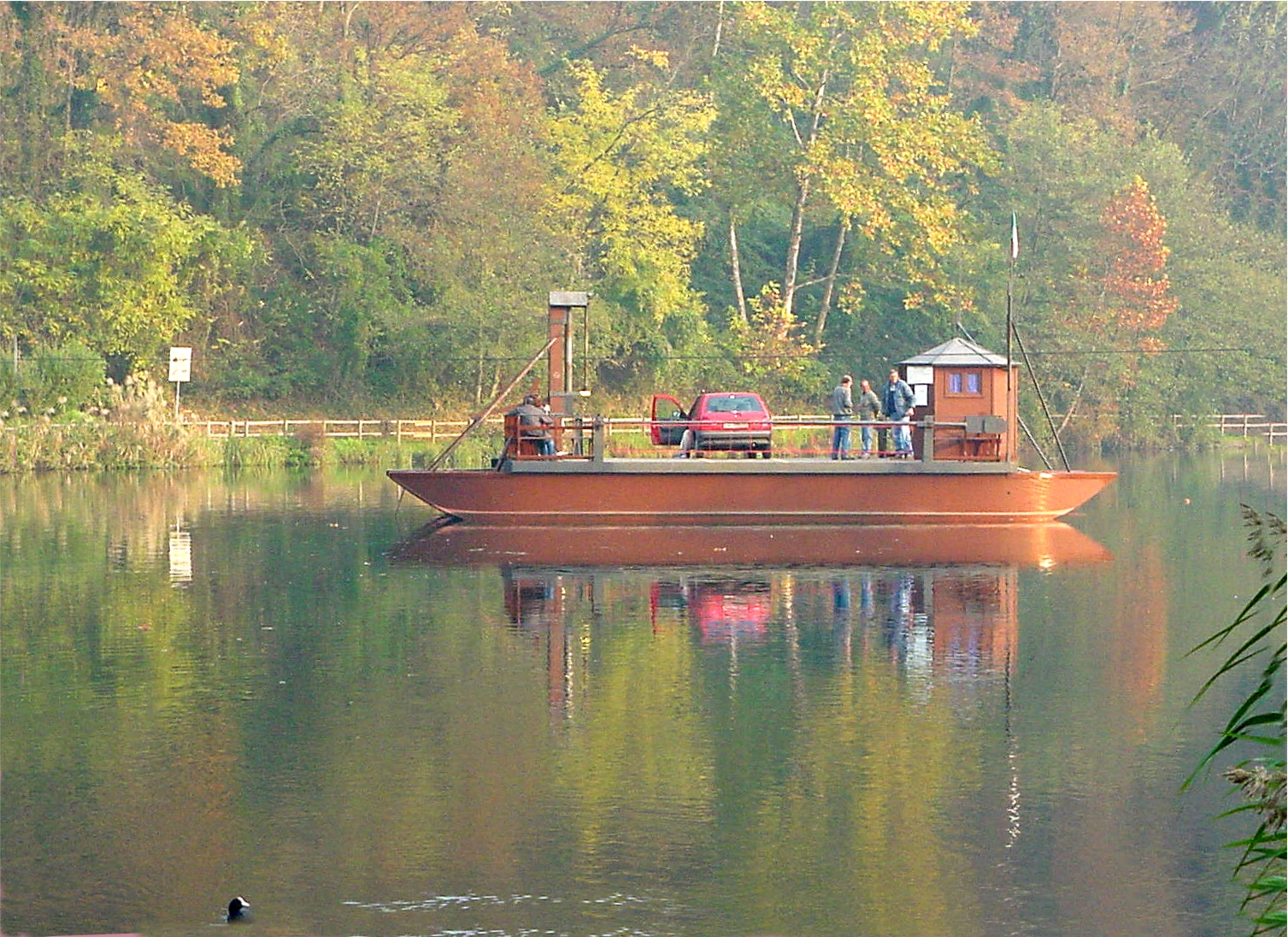
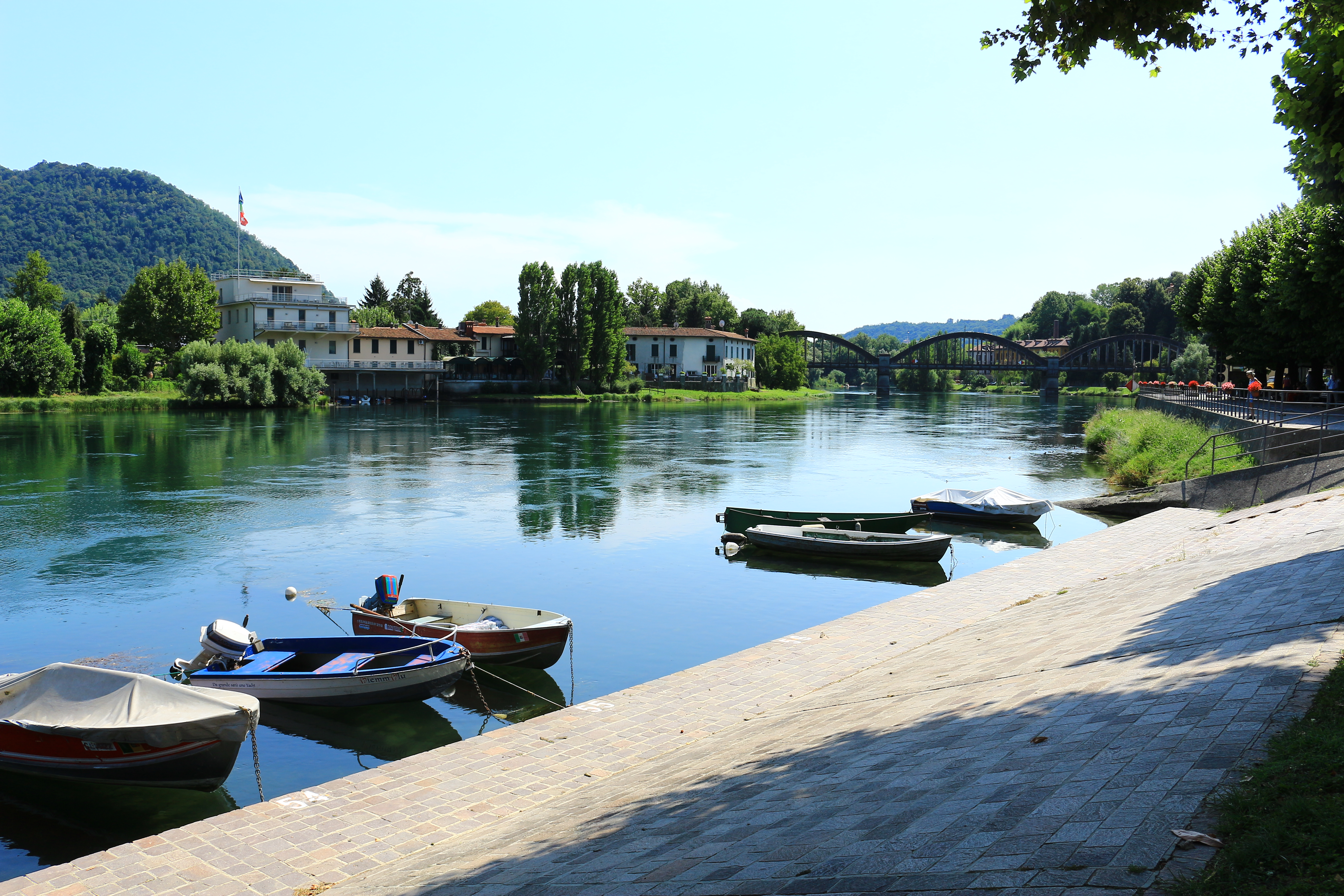